# روبرت بي. كوغلر
روبرت بي. كوغلر (بالإنجليزية: Robert B. Kugler)‏ هو محامي وقاضي أمريكي، ولد في 1950 في كامدن في الولايات المتحدة.